# ニセクロスジギンポ
ニセクロスジギンポ（偽黒筋銀宝、学名：Aspidontus taeniatus）は、スズキ目ギンポ亜目イソギンポ科に属する魚類の一種。ホンソメワケベラ（ベラ亜目ベラ科）とよく似た形態をもつことで知られる。

## 分布
ニセクロスジギンポは西部太平洋から東部インド洋にかけての熱帯域に分布し、日本では相模湾以南の沿岸域で普通にみられる。浅い海の岩礁やサンゴ礁で暮らす遊泳魚で、雌雄のペアで行動することも多い。

## 形態
本種の体型や体色は、掃除魚として知られるホンソメワケベラ（Labroides dimidiatus）と類似する。ホンソメワケベラは他の魚の周囲を泳ぎ回り、体表に付着したウオジラミなどの寄生虫を捕食する習性がある。ニセクロスジギンポはホンソメワケベラに擬態することで、大型魚に捕食されることなく安全に接近し、鱗や皮膚をかじりとって食べてしまうことがある。両者の鑑別点の一つとして口の開き方があり、ホンソメワケベラの口は吻の先端に位置するのに対し、ニセクロスジギンポはやや下向きに開口する。
ニセクロスジギンポは全長12cmほどに成長する。背鰭は10-12本の棘条と26-28本の軟条で構成される。臀鰭は2棘25-28軟条。